# Pfarrhaus (Heckholzhausen)

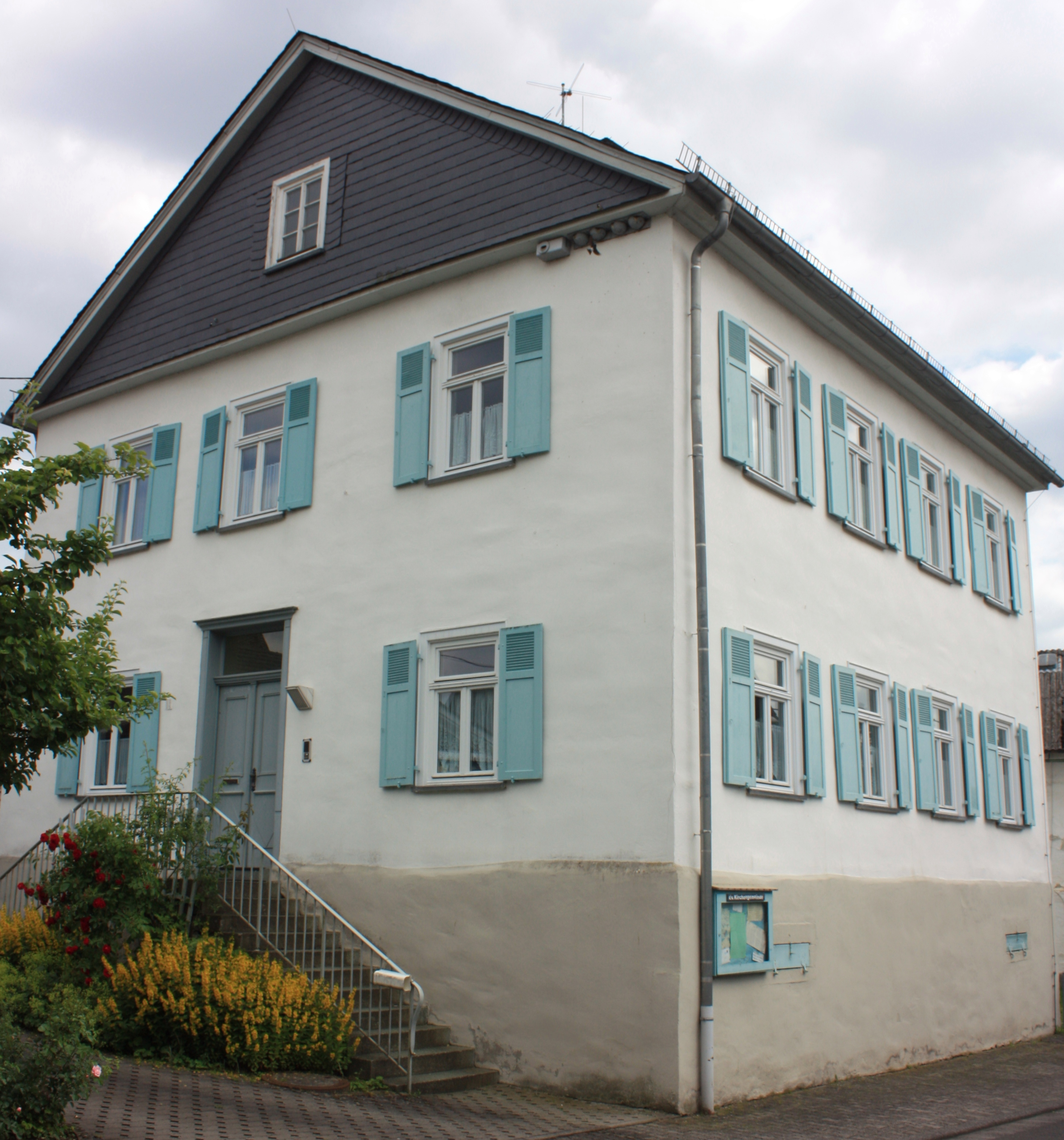
Ehemaliges Pfarrhaus in Heckholzhausen

Das evangelische Pfarrhaus  in Heckholzhausen, einem Ortsteil der Gemeinde Beselich im mittelhessischen Landkreis Limburg-Weilburg, wurde um 1830/50 errichtet. Das ehemalige Pfarrhaus an der Oberdorfstraße 28 ist ein geschütztes Kulturdenkmal.
Der Satteldachbau hat drei zu vier Fensterachsen. Er entspricht der Spätzeit des klassizistischen Stils und war durch Gesimse gegliedert. Eine zweiseitige Freitreppe führt zur schlichten Kassettentür mit Oberlicht.
Das ursprüngliche Aussehen wurde durch modernen Putz, Farbigkeit und die Fensterung verändert.